# 송도문화로
송도문화로(Songdomunhwa-ro)는 인천광역시 연수구 송도동에 있는 도로로, 총 연장은 1.56 km이다. 또한 도로명은 대규모 녹지(공원) 구간을 반영한 것에서 유래되었다.

## 역사
- 2012년 5월 22일 : 도로명으로 송도문화로를 고시

## 지리

### 주요 경유지
- 연수구
  - 송도동

### 접촉하는 도로
- 직결 : 테크노파크로
- 교차 : 송도국제대로, 송도바이오대로

### 주변 시설
- 인천글로벌캠퍼스 (송도문화로 119/송도동 187)